# رجب أيدين
رجب أيدين (بالتركية: Recep Aydın) (27 يناير 1990 في تركيا - ) هو لاعب كرة قدم تركي في مركز الهجوم. لعب مع إسطنبول سبور وقونيا سبور ونادي كارديمير كارابوك سبور وİnegölspor ‏.

## وصلات خارجية
- رجب أيدين على موقع الاتحاد الأوربي (الإنجليزية)
- رجب أيدين على موقع اتحاد تركيا (لاعب) (الإنجليزية)
- رجب أيدين على موقع قاعدة بيانات كرة القدم.إي يو (الإنجليزية)
- رجب أيدين على موقع Soccerway.com (الإنجليزية)
- رجب أيدين على موقع عالم كرة القدم.نت (الإنجليزية)